# Stazione di Portogruaro-Caorle
Stazione di Portogruaro-Caorle vasútállomás Olaszországban, Veneto régióban, Portogruaro településen.

## Vasútvonalak
Az állomást az alábbi vasútvonalak érintik:
- Velence–Trieszt-vasútvonal
- Treviso-Portogruaro-vasútvonal
- Casarsa–Portogruaro-vasútvonal

## Kapcsolódó állomások
A vasútállomáshoz az alábbi állomások vannak a legközelebb: 
- Stazione di Latisana-Lignano-Bibione
- Stazione di Lison
- Stazione di Teglio Veneto
- Stazione di Fossalta di Portogruaro